# Forêt (België)
Forêt is een plaats en deelgemeente van de Belgische gemeente Trooz, gelegen in de provincie Luik. De plaats Trooz ligt in de deelgemeente Forêt. Ook de plaats Prayon ligt in deze deelgemeente, evenals de buurtschap Fonds-de-Forêt. Tot 1 januari 1977 was Forêt een zelfstandige gemeente.

## Geschiedenis
Forêt (soms ook aangeduid als Forêt-lez-Chaudfontaine) behoorde vanouds tot het Karolingische Domein van Jupille en sedert 1288 tot het Prinsbisdom Luik. In 1745 werd Trooz afgesplitst als zelfstandige heerlijkheid en in 1759 uitgegeven.
Forêt hoorde aanvankelijk tot de uitgestrekte parochie van Jupille. Er bestond echter een aan Sint-Catharina gewijde kapel. In 1511 werd Forêt verheven tot parochie, met het Onze-Lieve-Vrouwekapittel te Aken als bezitter van het patronaatsrecht.

## Demografische ontwikkeling
- Bronnen:NIS, Opm:1831 tot en met 1970=volkstellingen, 1976= inwoneraantal op 31 december

## Bezienswaardigheden
- Het Marktplein met kerk en omringende gebouwen is geklasseerd als beschermd dorpsgezicht.
- Sint-Catharinakerk
- Kasteel van Forêt

## Natuur en landschap
Forêt ligt op het Plateau van Herve op een hoogte van ongeveer 260 meter. In het westen ligt het dal van de Magne en in het zuiden het dal van de Vesder. De hellingen naar deze dalen toe zijn grotendeels bedekt met bos. 

## Nabijgelegen kernen
Fonds-de-Forêt, Trooz, Nessonvaux, Saint-Hadelin

## Geboren
- Robert Massart (1892-1955), schilder en beeldhouwer